# تامی تروس
تامی تروس (انگلیسی: Tommy Torres؛ زادهٔ ۲۵ نوامبر ۱۹۷۱) یک موسیقی‌دان است. وی از سال ۱۹۹۹ میلادی تاکنون مشغول فعالیت بوده‌است.